# Boiga wallachi
Boiga wallachi es una especie de serpientes de la familia Colubridae. Es endémica de las islas Nicobar meridionales, pertenecientes a la India.
Es una especie nocturna y principalmente terrestre que habita en selvas primarias, sobre todo cerca de cuerpos de agua.. Se alimenta de ranas y otros animales pequeños. También se sabe que se cuela en gallineros para comerse los huevos. No se sabe mucho de su estado de conservación pero posiblemente la pérdida de su hábitat natural sea una amenaza para esta especie. El tsunami de 2004 destruye parte de los bosques en los que se encontraba.